# Engelbert Dollfuß
Engelbert Dollfuß (Texing, 4. listopada 1892. – Beč, 25. srpnja 1934.), austrijski političar.
Pripadao je desnom krilu kršćanskih socijalista. Godine 1931-1932. ministar poljoprivrede, od 1932. savezni kancelar i ministar vanjskih poslova. Nakon dolaska Hitlera na vlast u Njemačkoj (1933), protivnik je Anschlussa, pripojenja Austrije Njemačkoj. Veže se uz papu i Mussolinija. 1933. je osnovao Vaterländische Front, austrofašističku političku stranku, na liniji talijanskog fašizma, austrijskog nacionalizma i neovisnosti od nacističke Njemačke. U veljači 1934.  uz pomoć vojske i nacionalističkih oružanih legija, kršćansko-socijalnog Heimwehra (Domobranstva) ugušio je nakon krvavih uličnih borbi ustanak u Beču, koji su organizirali socijalisti. Nakon toga je raspustio parlament i zabranio rad svih političkih stranaka, te novim svibanjskim ustavom uveo autoritarni kršćansko-staleški (korporativni) režim po ugledu na fašistički u Italiji. Ubijen 25. srpnja 1934. prilikom pokušaja hitlerovaca da izvedu državni udar.